# Алтанци
Алтанци (рос. Алтанцы)  — село Амгинського улусу, Республіки Саха Росії. Входить до складу Абагинського наслегу.
Населення —  752 особи (2015 рік).